# Az oroszlánkirály (film, 2019)
Az oroszlánkirály (eredeti cím: The Lion King) 2019-ben bemutatott, a Walt Disney Pictures által készített, és Jon Favreau által rendezett fotorealisztikus CGI film, melynek forgatókönyvét Jeff Nathanson írta. Az amerikai játékfilm fotorealisztikus CGI szereplőket vonultat fel az 1994-es ugyanezzel a címmel rendelkező tradicionális rajzfilm nyomán.
Az oroszlánkirály című rajzfilm újrafeldolgozását 2016-ban jelentette be a Disney a szintén Favreau által rendezett A dzsungel könyve sikerének köszönhetően. A szereplők jelentős része 2017 első hónapjaira aláírta szerződését, így a film forgatása 2017 közepén kezdődött meg, Los Angelesben, bluebox technika használatával.
A mozifilm bemutatója az Egyesült Államokban 2019. július 19., Magyarországon egy nappal korábban, 2019. július 18-án került a mozikba.

## Cselekmény
Az Afrikában lévő, fiktív Büszke Birtokon, Mufasa, egy oroszlánfalka vezére királyként uralkodik a többi állat felett. A film elején a királyi trónszirtnél, Rafiki, a mandrill sámán bemutatja Mufasa király és párja, Sarabi királynő újszülött fiát, Simbát, a Trónszirt körül összegyűlt állatalattvalóknak.
Trónörökösként Simba hatalmas tiszteletben nevelkedik, és komolyan veszi a felelősséget, hogy egy napon ő lesz a király. Valósággal bálványozza az édesapját, és feltett vágya, hogy olyan lehessen, mint ő. Mufasa elmagyarázza a fiának, hogy egy király sohasem a saját akarata szerint cselekszik, hanem azt nézi, mi a legjobb a népének, és legfőbb feladata „az élet körforgásának” fenntartása, melyben minden teremtmény egyenlő fontossággal bír.  
Mufasa irigy öccse, Zordon azonban nem örül Simba születésének. A kis oroszlánkölyök felbukkanásával elvesztette a jogot, hogy Mufasát követően király lehessen, így azt tervezi, hogy megöli Simbát, annak érdekében, hogy elfoglalhassa a trónt. Zordon trükkel ráveszi Simbát, hogy menjen az elefánttemetőbe, a Büszke Birtok határain túl eső területre, ahova Simba elviszi a legjobb barátját, Nalát is (egy lány oroszlánkölyköt). Az elefánttemetőben a kölyköket Shenzi, Kamari, és Azizi, Zordon hiéna csatlósai kergetik meg, ám a királyi hírmondó, Zazu, a piroscsőrű tokó értesíti Mufasát a veszélyről. Mufasa idejében a helyszínre siet, és megmenti a kicsiket. A hiénák nem mernek szembeszállni vele. A király ugyan leszidja fiát, amiért tiltott területre ment, de végül megbocsát neki. Az éjszaka során Mufasa, az égre tekintve, elmondja fiának, az összes csillag az égen egy-egy halott király lelke, így ha meghal, akkor ő is oda fog kerülni.
Zordon csapdát állít Simbának, és egyben Mufasának is: tudja, hogy hamarosan egy gnúcsorda fog levágtatni egy szurdokba, ahol Simba tartózkodik, Mufasa pedig kénytelen a fia segítségére sietni. Noha megmenti Simbát, ő maga épphogy csak meg tud menekülni a csordából, egy meredek sziklaszirtbe kapaszkodva. Zordon a megfelelő pillanatban odamegy hozzá, majd győzedelmesen azt suttogja, „Éljen a király!”, mielőtt a mélybe taszítja a testvérét, megölve ezzel a királyt. Zordon ezután elhiteti Szimbával, hogy ő, a fiatal oroszlánkölyök felelős apja haláláért, és arra ösztönzi, meneküljön el a Büszke Birtok határain túlra. A kis kölyök bűntudattal hagyja el apja birodalmát, nagybátyja pedig mindenkivel elhiteti, hogy Simba és Mufasa a gnúcsorda áldozatai lettek, majd a hiénák támogatásával elfoglalja a trónt.
A távoli sivatagban két jó barát, Timon, a szurikáta és Pumbaa, a varacskos disznó rátalál az eszméletlen Simbára, akit kimentenek a keselyűk gyűrűjéből. Bár eleinte ódzkodnak attól, hogy egy oroszlán a barátjuk legyen, végül mégis befogadják dzsungelotthonukba az elveszett oroszlánkölyköt, és saját mottójuk, a „Hakuna Matata” törvényei szerint nevelik őt fel.
Később, amikor Simba felnő, összetalálkozik a szintén felnőtt Nalával, aki beszámol róla, hogy Zordon zsarnokoskodó hozzáállása pusztulást hozott a Büszke Birtokra és átadta a hatalmat több száz erkölcstelen, mohó hiénának. Arra kéri Simbát, hogy térjen vissza, és foglalja el az őt megillető királyi trónt, de az visszautasítja, hiszen meg van elégedve jelenlegi boldog életével, valamint még mindig bűnösnek érzi magát saját apja halála miatt. A csalódott Nala egyedül indul vissza Büszke Birtokra.  
Azon az éjszakán Simba az égre néz, és felkiált apjához, amikor feltűnik Rafiki, akit Simba bolondnak hisz. A mandrill sikeresen meggyőzi Simbát arról, hogy a király lelke máig benne él, majd Mufasa szelleme jelenik meg az égen. „Emlékezz, ki vagy!” – erre kéri a fiát, miközben biztosítja róla, hogy bár fizikailag már nem lehet vele, lélekben sosem fogja őt elhagyni. Simba ráébred, hogy nem menekülhet tovább a múltja elől, ezért Nalával visszatér a Büszke Birtokra.
Timonnal és Pumbával, valamint Zazuval kiegészülve, Simba és Nala megközelítik a Trónszirtet. Simba szembeszáll a nagybátyjával. Bár a meglehetősen magabiztos Zordon kezdetben megpróbálja Simba ellen hangolni az oroszlánhölgyeket (beleértve Nalát is), végül mégis fény derül az igazságra Mufasa halálát illetően; Zordon bevallja, hogy ő ölte meg a királyt. Ádáz küzdelem tör ki az oroszlánok és a hiénák között, mialatt Simba Zordonnal viaskodik. Hadakozásuk közben Zordon megpróbálja minden rosszal a hiénákat vádolni. A bosszúra éhes Simba a mélybe lökhetné nagybátyját, de megkegyelmez neki, ha elhagyja a birtokot. Végül védekezésként lerúgja magáról a támadó Zordont, aki így a mélybe zuhan, lent pedig a hiénák, felbőszülve Zordon árulásán, közrefogják és megölik bukott vezetőjüket.
A vihar által keletkezett tűz a Trónszirt körül az esőben kialszik. Simba számára ezzel elérkezik az idő, hogy elfoglalja a Trónszirten a helyét, miközben a felhők közül hallja az édesapja szellemének biztató szavait.  Ahogy a trónra jogosult király megkezdi uralkodását, a Büszke Birtok ismét zöldbe borul és kivirágzik.
A film zárójelenetében Rafiki a magasba emeli Simba és Nala újszülött kölykét, Kiarát, és az élet körforgása így folytatódik tovább…

## Szereplők
| Szereplő       | Eredeti hang                     | Magyar hang         | Leírás |
| -------------- | -------------------------------- | ------------------- | --- |
| Simba          | Donald Glover (felnőtt)          | Kádár-Szabó Bence   | A Büszke Birtok trónörököse.                                                                                |
| Simba          | JD McCrary (kölyök)              | Draskóczy Balázs    | A Büszke Birtok trónörököse.                                                                                |
| Timon          | Billy Eichner                    | Szemenyei János     | A szellemes szurikáta, aki befogadja, majd barátja lesz a menekülni kényszerülő Simbának.                   |
| Pumbaa         | Seth Rogen                       | Faragó András       | A naiv varacskosdisznó, aki befogadja a menekülni kényszerülő Simbát, majd a barátja lesz.                  |
| Zordon         | Chiwetel Ejiofor                 | Fekete Ernő         | Mufasa áruló öccse, Simba nagybátyja, aki magának szeretné a trónt.                                         |
| Nala           | Beyoncé Knowles-Carter (felnőtt) | Péter Szabó Szilvia | Simba gyermekkori legjobb barátja, majd szerelme.                                                           |
| Nala           | Shahadi Wright Joseph (kölyök)   | Majer Jázmin        | Simba gyermekkori legjobb barátja, majd szerelme.                                                           |
| Mufasa         | James Earl Jones                 | Vass Gábor          | A Büszke Birtok uralkodója, Simba édesapja. Az eredeti rajzfilmben is Jones kölcsönözte a szereplő hangját. |
| Sarabi         | Alfre Woodard                    | Kovács Nóra         | A Büszke Birtok királynéja, Mufasa párja, Simba édesanyja.                                                  |
| Rafiki         | John Kani                        | Konrád Antal        | A bölcs mandrill, aki a Büszke Birtok sámánja és Mufasa király barátja.                                     |
| Zazu           | John Oliver                      | Elek Ferenc         | A tokó, aki a Büszke Birtok királyának legfőbb tanácsadója.                                                 |
| Shenzi         | Florence Kasumba                 | Timkó Eszter        | A háromtagú hiéna csapat vezetője.                                                                          |
| Kamari         | Keegan-Michael Key               | Seszták Szabolcs    | A háromtagú hiéna csapat tagja. Az eredeti rajzfilmben Banzai-nak hívták.                                   |
| Azizi          | Eric Andre                       | Horváth Illés       | A háromtagú hiéna csapat legvidámabb tagja. Az eredeti rajzfilmben Ednek hívták.                            |
| Sarafina       | Penny Johnson Jerald             | Kocsis Mariann      | Nala édesanyja.                                                                                             |
| Gyöngytyúk     | Amy Sedaris                      | Solecki Janka       | A gyöngytyúk.                                                                                               |
| Fülesmaki      | Chance the Rapper                | Kisfalusi Lehel     | A fülesmaki.                                                                                                |
| Elefántcickány | Josh McCrary                     | Vida Bálint         | Az elefántcickány.                                                                                          |
| Impala         | Phil LaMarr                      | Szatory Dávid       | Az impala.                                                                                                  |
| Hiéna          | J. Lee                           | Posta Victor        | Egy hiéna.                                                                                                  |

## Filmkészítés

### Gyártás-előkészítés
2016. szeptember 28-án A dzsungel könyve című film sikerét követően a Disney bejelentette, hogy Jon Favreau fogja rendezni Az oroszlánkirály című rajzfilm újrafeldolgozását, melyet hasonló technikával valósítanak meg, mint A dzsungel könyvét, ahogy abban a filmben, úgy ebben a remake-ben is felcsendülnek majd az eredeti rajzfilm dalai és dallamai. Ezt követően 2016. október 13-án bejelentették, hogy a film forgatókönyvét Jeff Nathanson írja. Favreau elmondta, hogy Az oroszlánkirály készítése során ugyanazon technológiát használja majd, mint A dzsungel könyve esetében, azonban jelentősebb mértékben. Annak ellenére, hogy a média gyakran hivatkozott a filmre élőszereplős változatként, a film  fotorealisztikus számítógéppel animált szereplőket jelenít meg. Maga a Disney sosem hivatkozott élőszereplős filmként a feldolgozásra. 2018 decemberében Sean Bailey elmondta, hogy a feldolgozás új elemekkel bővíti ki az eredeti animációs film történetét.

### Szereplőválogatás
2017 februárjában hivatalosan is bejelentették, hogy a filmben Donald Glover kölcsönzi Simba hangját, valamint hogy az eredeti rajzfilmhez hasonlóan James Earl Jones adja Mufasa király hangját.
2017 áprilisában Billy Eichner és Seth Rogen kapta meg Timon és Pumbaa szerepét. Júliusban John Oliver csatlakozott a stábhoz Zazu hangjaként. Augusztusban bejelentették, hogy Alfre Woodard Sarabi királyné, míg John Kani Rafiki hangját adja a filmben.
Márciusban kiderült, hogy Beyoncét szeretné a rendező leginkább Nala szerepére, ezért mind ő, mind a stúdió bármit megtesznek, hogy megnyerjék őt a filmhez. 2017. november 1-jén hivatalossá vált, hogy az énekesnő elvállalta a szerepet, emellett a hivatalos bejelentés azt is tartalmazta, hogy Chiwetel Ejiofor alakítja Zordon szerepét. Eric Andre, Florence Kasumba és Keegan-Michael Key kölcsönzik a három hiéna hangját, míg JD McCrary és Shahadi Wright Joseph a kölyök Simba és Nala hangjai lesznek. 2018 novemberében bejelentették, hogy Amy Sedaris egy az új filmhez létrehozott karakter hangját kölcsönzi.

### Gyártás
A film forgatása a 2017-es év közepén kezdődött meg Los Angelesben. Girish Balakrishnan a honlapján azt írja, hogy a film készítése során digitális mozgásrögzítést, valamint VR/AR technológiákat alkalmaztak. A film vizuális munkálatait a Moving Picture Company készíti, Robert Legato, Elliot Newman és Adam Valdez fekügyeli.

### Utómunka
Mark Livolsi vágónak ez az utolsó filmje, mivel 2018 szeptemberében elhunyt.

### Zene
2017. november 1-jén bejelentették, hogy Hans Zimmer visszatér zeneszerzőként, azaz a rajzfilmhez hasonlóan ő szerzi az új feldolgozás zenéjét is. 2017. november 28-án napvilágot látott, hogy Elton John beleegyezett abba, hogy átdolgozza az eredeti filmhez készített munkáit. Másnap az is kiderült, hogy Beyoncé együttműködik vele a dalok újragondolása tekintetében. 2018. február 9-én Elton John elmondta, hogy Tim Rice-szal és Beyoncéval egy új dalon dolgoznak, melyet a film stáblistája alatt hallhatnak a nézők. Később azt is bejelentették, hogy az eredeti filmből négy dal hangzik el a filmben, ezek a következők: „Érezd már a szív szavát”, „Hakuna Matata”, „A trón úgy csábít” és „Az élet az úr”. 2019. február 3-án bejelentették, hogy a „Készülj hát” című dal is felcsendül a filmben.

## Marketing
Az oroszlánkirály első kedvcsinálója 2018. november 22-én debütált az interneten. A kedvcsináló videót egy nap alatt több mint 224 milliószor tekintették meg, ezzel a számmal korának második legtöbb megtekintését érte el egy nap alatt. A 91. Oscar-gála alatt egy újabb ízelítőt mutattak be, valamint online egy új posztert is kiadtak a filmhez. Április 10. napján mutatták be az első előzetest, melyben már megmutatták Mufasát, Zordont, Zazut, Simbát és Nalát (kölyökként és felnőttként is), Sarabit, Rafikit, Timont és Pumbát, valamint a hiénákat is.

## Bemutató
Az oroszlánkirály című filmet 2019. július 19-én mutatják be az amerikai mozikban, ez az eredeti rajzfilm bemutatásának a 25. évfordulója. A magyar forgalmazó 2019. július 18-án mutatja be a filmet a hazai filmszínházakban.
Az oroszlánkirály az egyik első olyan film, amely elérhetővé vált a Disney+ kínálatában.